# Bernardo Corte-Real

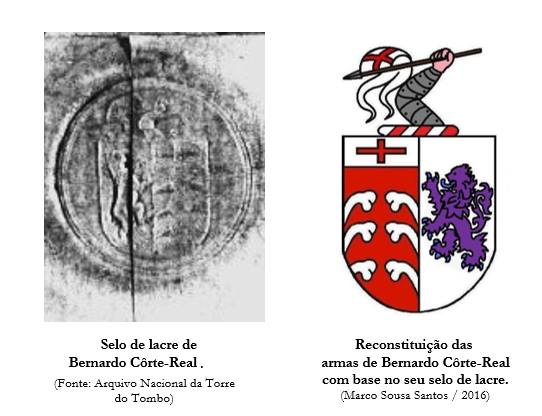
Armas e selo de lacre de Bernardo Corte-Real

Bernardo Corte-Real  (1490-1561?) foi alcaide de Tavira de 1537 a 1561.
Era filho de Vasco Anes Corte Real (II), navegador, e capitão-donatário da Ilha Terceira a quem sucedeu na alcaiadaria de Tavira.
O seu nome aparece como réu numa sentença régia de João III como tendo violado o princípio de que os alcaides não podiam assistir às reuniões da vereação da câmara.
Do casamento da sua filha Joana de Meneses com Martim Correia da Silva (I), descendente dos senhores da Torre da Murta, este último sucedeu-lhe na titularidade da alcaidaria.
Sobre Bernardo Corte-Real escreve Gaspar Frutuoso nas suas Saudades da Terra , livro V :  
«[...] muito fidalgo e nobre de condição, grande muzico e tangedor de viola, e de muito gentil voz. e bom latino, sabia bem fallar francez e italiano. Foi alcaide Mõr de Tavila do Algarve, e casado com  D. Maria de Menezes, irmã de D. Jorge Telles de Menezes. Era também grande cavalleiro, muito airoso, forte e bom cavalgador.»